# Synagoge (Graudenz)

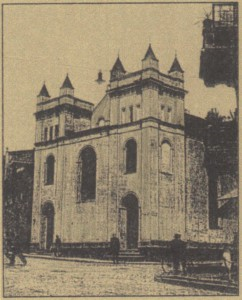
Synagoge in Graudenz (um 1900)

Die Synagoge in Graudenz (polnisch Grudziądz), heute eine polnische Stadt in der Woiwodschaft Kujawien-Pommern, wurde 1844 errichtet.
Die Synagoge wurde 1940 zerstört und abgerissen.